# San Salvatore de Camilliano
San Salvatore de Camilliano var en kyrkobyggnad i Rom, helgad åt Frälsaren. Den var belägen vid Piazza di Camilliano, dagens Piazza del Collegio Romano i Rione Pigna.

## Kyrkans historia
Året för kyrkans konsekrering är höljt i dunkel, men dess första dokumenterade omnämnande återfinns i Il catalogo di Torino från cirka 1320. Enligt den tyske arkeologen Christian Hülsen var kyrkan förmodligen belägen vid östra sidan av dagens Piazza del Collegio Romano. Kyrkans tillnamn ”Camilliano” åsyftar Piazza di Camilliano, vilket var det tidigare namnet på Piazza del Collegio Romano. Piazza di Camilliano fick, i sin tur, sitt namn från Arco di Camilliano, en välvd ingång till Isis- och Serapis-templet på Marsfältet.
Hülsen hävdar, att kyrkan revs kort efter år 1470 för att ge plats åt det palats som uppfördes åt kardinal Niccolò d'Acciapaccio. Detta palats införskaffades senare av kardinal Fazio Santori och kom att utgöra kärnan i det nuvarande Palazzo Doria-Pamphili.
Hülsen menar även, att San Salvatore de Camilliano kan vara identisk med San Salvatore ad Duos Amantes.

## Omnämningar i kyrkoförteckningar
| Katalog                                                        | År         | Benämning                               |
| -------------------------------------------------------------- | ---------- | --------------------------------------- |
| Il catalogo di Torino                                          | cirka 1320 | Ecclesia sancti Salvatoris de Camiliano |
| Il catalogo del Signorili                                      | cirka 1425 | sci. Salvatoris de Camiliano            |
| Il Liber Anniversariorum Sancti Salvatoris ad Sancta Sanctorum | 1461       | Ecclesia S. Salvatoris de Campiglano    |